# 호크아이 (드라마)
《호크아이》(영어: Hawkeye)는 디즈니+에서 2021년 11월부터 12월까지 방영된 미국의 액션, 슈퍼히어로 드라마이다. 마블 시네마틱 유니버스(MCU) 페이즈 4에 포함된다.

## 출연진
- 제러미 레너 - 클린트 바튼 / 호크아이 역
- 헤일리 스타인펠드 - 케이트 비숍 역
- 베라 파미가 - 엘리너 비숍 역
- 토니 돌턴 - 잭 듀케인 역
- 프라 피 - 카지 역
- 브라이언 다시 제임스 - 데릭 비숍 역
- 알렉스 파우노빅 - 이반 역
- 피오트르 아담치크 - 토마스 역
- 린다 카델리니 - 로라 바튼 역
- 사이먼 캘로 - 아르망 듀케인 역
- 알라콰 콕스 - 마야 로페즈 / 에코 역
- 잔 매클라넌 - 윌리엄 로페즈 역
- 플로렌스 퓨 - 옐레나 벨로바 역
- 빈센트 도노프리오 - 윌슨 피스크 / 킹핀 역

## 한국판 성우진
- 유동균 - 클린트 바튼/호크아이(제레미 레너)
- 김율 - 케이트 비숍(헤일리 스테인펠드)
- 배정미 - 엘리너 비숍(베라 파미가) / 소냐(이사 메이 팡가니밴) / 프래니(레지나 브라이언트)
- 이상범 - 잭 듀케인(토니 댈튼) / 엔리케(카를로스 나바로) / 윌리엄 로페즈(잔 맥클라논)
- 장예나 - 옐레나 벨로바(플로렌스 퓨) / 웬디 콘래드(아덴티포 토머스)
- 박성영 - 카지(프라 피) / 쿠퍼 바튼(벤 사카모토) / 코들 형사(이반 음바코프) / 개리(브라이언 트록셀) / 사범(존 크로우)
- 박상훈 - 이반(알렉스 파우노빅) / 그릴스(클레이턴 잉글리쉬) / 경매인(배리 락클리프)
- 곽윤상 - 토머스(피오트르 아담치크) / 오르빌(로버트 워커 브랜차드) / 아르망 듀케인 3세(사이먼 캘로우) / 데릭 비숍(브라이언 다아시 제임스)
- 김가령 - 로라 바튼(린다 카델리니) / 미시(아델 드라호스) / 안나(애니 해밀턴) / 그리어(니첼 램버트) / 교사(시시 칼)
- 송준석 - 윌슨 피스크/킹핀(빈센트 도노프리오)
- 이명호 - 비숍의 비서(애슐리 아메스)
- 안소명 - 라일라 바튼(에이바 루소)
- 이준서 - 너새니얼 바튼(케드 우드워드) / 아르망 7세(조너선 D. 버그먼)
- 정윤아 - 어린 케이트 비숍(클라라 스택)

## 에피소드 목록
| 회차 | 제목                                                      | 감독        | 각본                           | 방송날짜         |
| ---- | --------------------------------------------------------- | ----------- | ------------------------------ | ---------------- |
| 1    | "좋아하는 영웅들과 엮이지 말 것" "Never Meet Your Heroes" | 리스 토머스 | 조너선 이글라                  | 2021년 11월 24일 |
| 2    | "숨바꼭질" "Hide and Seek"                                | 리스 토머스 | 엘리사 클리멘트                | 2021년 11월 24일 |
| 3    | "반향" "Echoes"                                           | 버트 & 버티 | 케이티 매슈슨, 태너 빈         | 2021년 12월 1일  |
| 4    | "저 파트너 맞죠?" "Partners, Am I Right?"                 | 버트 & 버티 | 에린 칸시노, 헤더 퀸           | 2021년 12월 8일  |
| 5    | "로닌" "Ronin"                                            | 버트 & 버티 | 제나 노엘 프레이저             | 2021년 12월 15일 |
| 6    | "대단한 크리스마스" "So This Is Christmas?"               | 리스 토머스 | 조너선 이글라, 엘리사 클리멘트 | 2021년 12월 22일 |